# Jan Skorkovský
Jan Skorkovský (* 2. září 1952, Teplice) je český veterinární lékař a držitel rekordního počtu rekordů.
Vystudoval Vysokou školu veterinární v Brně, obor Všeobecné veterinární lékařství (roku 1971 až 1976). Je světový rekordman se sportovní specializací fotbalové dovednosti ve volném stylu a cvičení se švihadlem, jakožto držitel největšího počtu individuálních rekordů. Vytvořil celkem 1361 rekordů, z tohoto počtu 261 světových, 1100 českých a československých (roku 1982 až 2011). Uběhl klasický maraton s míčem, fotbalově non-stop mimo zem, jedná se celosvětově o jediný výkon svého druhu (roku 1990). Řadu let byl jediným Čechem, zapsaným v kapitole Fotbal, v celosvětových vydáních Guinnessovy knihy světových rekordů (GWR, od roku 1991). 11. listopadu 2011 ukončil Jan Skorkovský svoji kariéru rekordmana.

## Kariéra
Veterinární praxi provozoval dvacet let, v Praze (roku 1977 až 1996), byl rekordmanem (roku 1982 až 2011), profesionálním sportovcem a umělcem v oborech fotbalová artistika, neobvyklé fotbalové dovednosti ve volném stylu, označované v současnosti freestyle fotbal a cvičení se švihadlem (roku 1996 až 2012).
Fotbalu se věnoval v žákovském a dorosteneckém věku ve Sklo Unionu Teplice, nyní FK Teplice (roku 1964 až 1971). Byl zhruba tři měsíce v prvoligovém kádru dospělých (roku 1971) a přestoupil kvůli studiu na vysoké škole v Brně, do klubu TJ Zbrojovka Brno, nyní FC Zbrojovka Brno, kde v jednadvaceti letech ukončil výkonnostní fotbalovou kariéru (roku 1971 až 1973). Později hrál fotbal v klubech osobností, především v Amfora klubu Praha (roku 1990 až 2014). Řadu let se věnoval cvičení se švihadlem (především roku 1980 až 1990). Výkony v přeskocích švihadla začala jeho kariéra českého a světového rekordmana ( od roku 1982). Získaná kondice později pomohla především ve vytrvalostních fotbalových výkonech. Celoživotním individuálním tréninkem si postupně osvojoval stovky netradičních, neobvyklých, nových fotbalových dovedností, vlastní fantazii a nápady využíval pro nové fotbalové triky a sestavy, kromě míčů různých druhů a velikostí uplatňoval nové i zcela nefotbalové rekvizity, kvalitu zvyšoval použitím rytmické hudby. K dovednostem na místě přidával pohyb, náročný terén, hledal možnosti propojení s dalšími sporty, nacvičoval novou, obtížnější, originální kvalitu. Postupně vznikaly samostatné „free fotbalové“ kategorie, které lze rozdělit zhruba do čtyř skupin:
I. Fotbalová show s míči a řadou rekvizit v rytmu hudby, obohacená diváckými soutěžemi, příp. pokusem o rekord, určená na akce všeho druhu, pro publikum každého věku i zaměření.
S uplatněním ve stovkách profesionálních vystoupení na území České republiky a v zahraničí (roku 1988 až 2012).
II. „Fotbal v atletice“ – rarita na oficiálních atletických akcích. Fotbalista kontrolující míč ve vzduchu, zároveň jako běžec, ve startovním poli mezi normálními účastníky masové běžecké akce (roku 1986 až 2010), konkrétně například Pražský mezinárodní maraton, závod na 10 km Běchovice – Praha, Běhy 17. listopadu, Prahou, Terryho Foxe, masové běhy v Brně na závodním motoristickém okruhu, Brněnské kolo, městský běh Mattoni Grand Prix v Praze, mezinárodní atletická akce Zlatá tretra v Ostravě-Vítkovicích, Běhy na Ještěd, sólové propagační, firemní a reklamní přeběhy s míčem v centrech měst).
III. „Fotbal v tenise“ – rarita na oficiálních tenisových akcích. Fotbalista bez tenisové rakety se svým „free fotbalovým“ a žonglérským uměním, v tenisové show na kurtu, proti klasickému tenistovi s raketou. Obvykle jako přídavek též sólové ukázky umění s dalšími míči a rekvizitami, případně divácká soutěž nebo pokus o rekord (roku 1992 až 2010), konkrétně například mezinárodní tenisové akce okruhu ATP v Praze na Štvanici, na Výstavišti Praha, v Karlových Varech a v Prostějově, televizní tenisová show Dětem v Praze na Štvanici, televizní seriál Podivuhodný svět rekordů a kuriozit, tenisové akce osobností a firem.
IV. Neobvyklé výkony, náročné terény – přechod území státu při fotbalové kontrole míče ve vzduchu, výstupy k vrcholům hor, fotbalová show na ledě s míči a nefotbalovými předměty, zdolávání schodů, výkony poslepu a další (roku 1987 až 2011), více v kapitole „Rekordy, neobvyklé výkony“).
Fotbalovou specializaci Jana Skorkovského lze označit jako „fotbalovou mutaci“, provedení bylo vždy sólové. Spolupráce v České republice i v zahraničí probíhala v rozsahu nutném pro uplatnění sportovce, umělce, rekordmana. Přímá konkurence v pravém smyslu slova nebyla. Několik jednotlivců-žonglérů, případně „free fotbalových“ specialistů, profesionálů v různých zemích v Evropě i na jiných světadílech, se prezentovalo podobně, individuálně.
V bývalém Československu, několik let před začátkem rekordmanské kariéry Jana Skorkovského (roku 1982), byla známa dvě fotbalově žonglérská jména, Josef Kalaš z Povážské Bystrice a Josef Lochman z Výprachtic. Následovníky Skorkovského byli především dva rekordmani, specialista na hru hlavou s různými míči s řeckým jménem, Charalambos Bursas z Branek u Valašského Meziříčí (od roku 1995) a Jiří Kremser z Darkoviček u Hlučína (od roku 2000).
Po většinu kariéry neexistovaly příslušné svazy nebo asociace, mezinárodní název „freestyle fotbal“ se začal používat zhruba až kolem roku 2000. Nová česká freestyle fotbalová generace se prezentovala od roku 2005 a především zásluhou Lukáše Lucaso Škody z Liberce, který byl organizačně aktivní i mezinárodně, se celostátně registrovala v Českou Freestyle Fotbalovou Asociaci (roku 2008) a napojila se na příslušné světové a zahraniční svazy a jejich akce.

## Rekordy, neobvyklé výkony
Vytvořil více než dva tisíce různých rekordních a neobvyklých výkonů (roku 1982 až 2011). Ne při každém rekordním pokusu byli zajištěni rozhodčí a předepsané náležitosti, proto oficiálně uznaných, osvědčených a potvrzených protokolem či certifikátem je 1361 rekordních zápisů. Tento počet byl uznán českým správcem veškerých náležitostí ohledně rekordů, agenturou Dobrý den, jako světový rekord v počtu rekordů (roku 2011). Nechť poslouží tato skutečnost i jako výzva, pro případné vyhledání rekordmana, který by uvedený počet oficiálně uznaných rekordů překonal.
Prvním, kdo v České republice sledoval, ověřoval, evidoval a publikoval veškerá dostupná NEJ... byl „Český guinness“ pan Ladislav Kochánek ze Slaného, který žil v letech 1926 až 1996. Shromáždil rozsáhlý archív a napsal na dané téma několik knih. S Janem Skorkovským úzce spolupracoval (roku 1982 až 1996). Pomohl založit agenturu Dobrý den v Pelhřimově (roku 1991). Ta převzala veškerou agendu a archív pana Kochánka a v dalších letech rozvíjela ohledně rekordů a kuriozit řadu aktivit. Stala se mezinárodně uznávanou a spolupracující s obdobnými institucemi v zahraničí. Dvacet jedna let dozorovala, osvědčovala a vydávala certifikáty na všechny Skorkovského rekordy vytvořené na území České republiky (roku 1991 až 2011). Výjimečně rekordman kontaktoval vydavatele Guinnessovy knihy rekordů v Londýně, německý Rekord-Klub Saxonia a mezinárodní agenturu Record Holders Republic-Registry of Official World Records, s centrálou v USA. Tyto instituce nahlášené a ověřené rekordy mají zaznamenány ve svých evidencích (roku 1986 až 1991). Na festivalech v zahraničí byly veškeré náležitosti dozoru, uznání rekordů a vystavení certifikátů zajištěny pořadatelem (roku 1991 až 2004).
Rekordman vytvořil národní a světové rekordy s fotbalovou kontrolou míčů a jiných rekvizit za pohybu, na rychlost i vytrvalost, pro předem stanovené vzdálenosti a předem určené časové limity (roku 1983 až 2011). Ustanovil rekordy ve fotbalových dovednostech s míči nejrůznějších druhů, velikostí a tvarů, včetně nejmenšího „míčku“ bonbónku antiperle o průměru 3 mm (roku 1983 až 2011). Vytvořil rekordy ve fotbalových dovednostech s kuriózními předměty, jako jsou např. kostky, vejce, ořechy, pecky, mince a řada dalších (roku 1988 až 2011). Má na svém kontě rekordy v neobvyklých dovednostech a hře se syrovými vejci hlavou, s míči poslepu, v žonglování fotbalového míče bradou a v řadě dalších disciplín (roku 2008 až 2012).
Přešel Itálii s fotbalovým míčem na noze, na hlavě a ve vzduchu, od východního k západnímu pobřeží, přes pohoří Apeniny a Řím (roku 1990). Zvládl absolutní fotbal-žonglérskou vzdálenost s fotbalovým míčem – 44 km (roku 1986) a s tenisovým míčkem – 11 km (roku 1989). Náleží mu rekord v počtu rekordů v historii Mezinárodních festivalů v Pelhřimově, celkem 894 národních a světových rekordů (roku 1991 až 2011). Získal ocenění Rekordman roku (roku 1990) a za celoživotní zásluhy v oblasti rekordů byl uveden do Rekordmanské síně slávy (roku 2007). Ustanovil rekordy v počtech rekordů pro limity: 3, 10, 60, 100 minut, 24, 48 hodin, 1 rok (roku 2000 až 2011). Předvedl nejrychleji vytvořených 10 a 100 českých rekordů v řadě (roku 2004 a 2008). Dokázal 25 světových rekordů během jediné akce (roku 2007). Zvládl nejvíce různých předmětů žonglovaných nohama během jediné akce, 133 na místě a 123 za pohybu (roku 2003).
Předvedl stovky rekordů na Mezinárodních festivalech v zahraničí (roku 1991 až 2004), ve švýcarském Curychu byl vyhlášen nejúspěšnějším účastníkem festivalu (roku 1991). Vytvořil národní a světové rekordy v přeskocích švihadla na rychlost i vytrvalost (roku 1982 až 2011). Vlastní certifikáty a osvědčení na řadu dalších národních a světových rekordů, i neobvyklých výkonů (roku 1982 až 2011). Jako fotbalová rarita účinkoval a vytvářel rekordy s míči na oficiálních (i mezinárodních) atletických a tenisových akcích (roku 1986 až 2010). Bez tenisové rakety, pouze fotbalově žonglérskými dovednostmi a na hlavě s odrazovou čelenkou odehrál tenisové utkání proti klasicky hrajícímu tenistovi s tenisovou raketou, za asistence TV kamer (roku 1997). Předvedl show s míči a s řadou dalších rekvizit na ledě, při utkání hokejistů z NHL v Litvínově a utkání extraligy mezi Pardubicemi a Vsetínem (roku 1999). Dokázal fotbalově s míči non-stop mimo zem zdolat vrcholy hor – Ještěd, Sněžku, Vesuv (roku 1987 až 1991).

## Veřejná vystoupení
S originální fotbalovou show s míči a s řadou různých rekvizit v rytmu hudby uskutečnil přes tisíc vystoupení na akcích všeho druhu, v tuzemsku a v zahraničí (roku 1988 až 2012). Účinkoval v rámci prvoligových i mezistátních fotbalových utkání a na významných, slavnostních fotbalových akcích (roku 1990 až 2010). Byl hostem v eurovizní show Thomase Gottschalka „Supertref in ZDF“ v Berlíně, na scéně byl nepřetržitě tři hodiny v živém vysílání do evropské satelitní sítě (roku 1991). Podnikl s míči a kamerou cestu přes Tunis, do nejzajímavějších míst a na ostrov Djerba, fotbalové umění natočil např. v koloseu El Jem nebo v písečné bouři na Sahaře, setkal se s nejvyšším člověkem planety atd. (roku 1997). V zábavném pořadu TV Nova předvedl unikátní žonglérský výkon s fotbalovým míčem v pražském metru za plného provozu a při stálé kontrole míče ve vzduchu došel pak na povrch na Václavské náměstí k soše Sv. Václava (roku 2001).
Účinkoval v řadě pořadů a reportáží nejrůznějších televizních stanic (roku 1982 až 2014), Česká televize s ním natočila a pak několikrát odvysílala půlhodinový dokument s názvem „100 miliónů doteků“ (roku 1992), z filmařů jako první zaznamenal umění rekordmana slavný klasik českého dokumentu Jan Špáta (roku 1985), nejvzdálenějším byl štáb z jihokorejské filmové společnosti SBS (roku 2003). Napsal rukopis největší „Encyklopedie fotbalových dovedností ve volném stylu“, obsahující 2 647 kapitol, s celkovým počtem 26 463 triků, kouzel a sestav s míči a s řadou dalších rekvizit (roku 2009), autor nacvičil a vyzkoušel během své kariéry odhadem na 20 tisíc těchto dovedností.
Téměř čtvrt století trvalo členství v klubu osobností Amfora Praha, absolvoval zde stovky fotbalových utkání a uměleckých vystoupení v tuzemsku a v zahraničí (roku 1990 až 2014), byl uveden do Síně slávy tohoto klubu (roku 2014). Jako člen klubu Amfora i samostatně podnikl cesty a účinkoval ve více než čtyřiceti státech na všech kontinentech, kromě Antarktidy (v letech 1986 až 2008).

## Bilance
Pražský fotbalový maraton (roku 1990) je nejznámější rekord Jana Skorkovského, patří mezi nejnáročnější vytrvalecké výkony, je zaznamenán v různých publikacích a získal řadu ocenění. Guinnessova kniha rekordů uvádí jméno a výkon rekordmana ve většině edicí vydaných v letech 1991 až 2012. Hrubým odhadem se jedná o 25 miliónů výtisků, prodaných ve stovce zemí. (Poznámka: v uvedeném počtu zemí vychází encyklopedie každoročně v nákladu přes 2 milióny výtisků a od roku 1955 do roku 2016 je potvrzeno 130 miliónů prodaných knih).
Poslední rekord kariéry byl ve znamení fotbalového čísla 11, "ve městě rekordů" v Pelhřimově, dne 11.11. 2011 v 11 hodin a 11 minut, s 11 rekvizitami, v délce trvání 11 minut, symbolicky v domově důchodců. Byly vystaveny certifikáty, plakáty, fotografie, novinové články a další dokumenty z rozsáhlého archívu rekordmana. Pořadatel akce, agentura Dobrý den, která zajišťuje veškeré náležitosti ohledně rekordů v České republice, předala na místě certifikát potvrzující, že celkový počet 1361 ověřených rekordů je na základě dostupných informací světový rekord v počtu rekordů.
Odkaz na kariéru rekordmana má ve své expozici Muzeum rekordů a kuriozit v Pelhřimově - certifikáty a fotografie, oblíbený dres, míč a boty z fotbalového přechodu Itálie, speciální lankové švihadlo s ložisky v rukojeti a figurína rekordmana s míčem, v životní velikosti (od roku 2012).
55 let aktivně prožitých s míči a se švihadlem znamená desítky tisíc hodin speciálního tréninku a desítky tisíc fotbalově-žonglérských kilometrů s míčem ve vzduchu ovládaným nohama, tělem a hlavou bez doteků rukou, odhadem se jedná o větší vzdálenost, než je dvakrát obvod zeměkoule po rovníku, trénink celkově obnáší odhadem přes 150 miliónů fotbalových doteků, z toho asi třetinu hlaviček, (také tři plastické operace čela), desítky miliónů přeskoků švihadla, stovky hektolitrů potu a tisíce propocených triček (roku 1957 až 2012).
Jako zajímavost lze uvést bezplatné dárcovství krve (více než šedesátkrát, v letech 1978 až 2008), zlatou medaili prof. MUDr. Jana Janského obdržel v roce 1994.

## Galerie

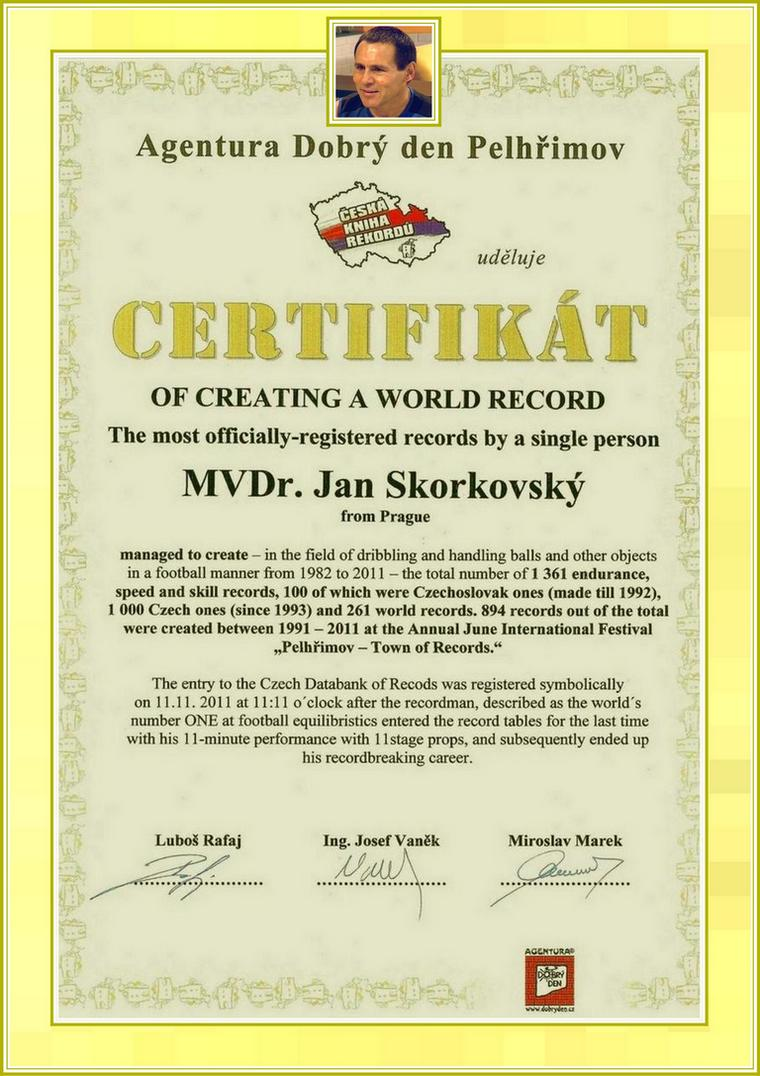
Jan Skorkovský, certifikát, 1361 národních a světových rekordů (r. 1982 - 2011)
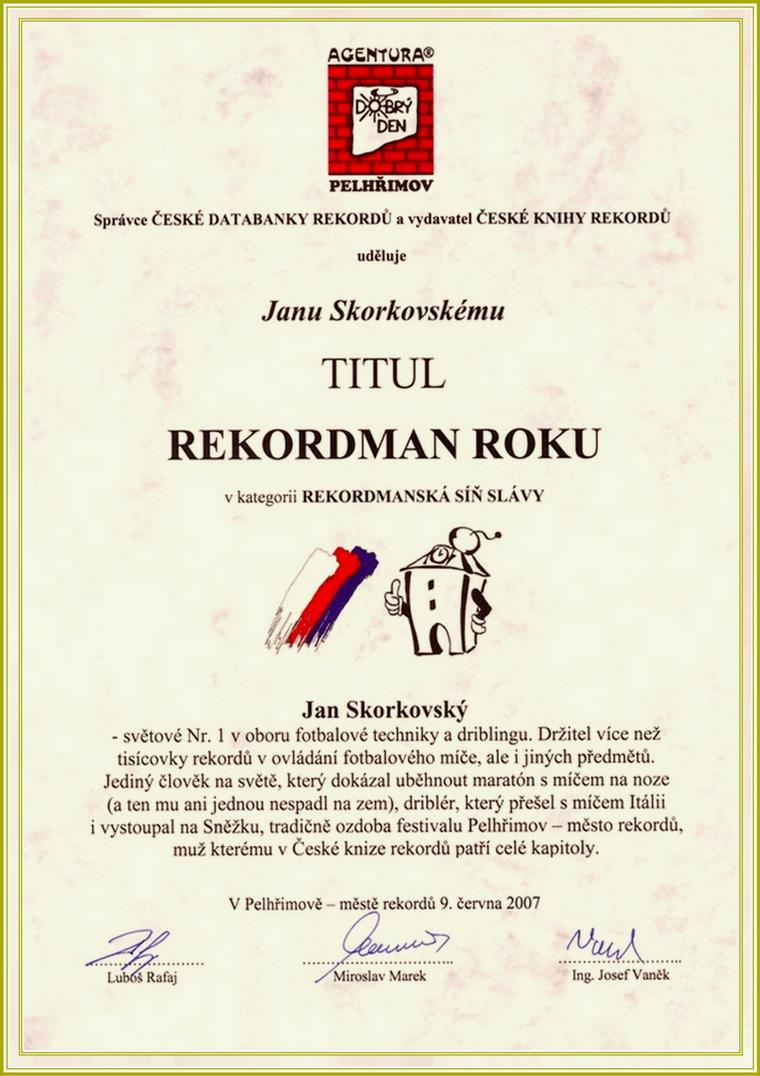
Jan Skorkovský, certifikát, Síň slávy rekordmanů (r. 2007)
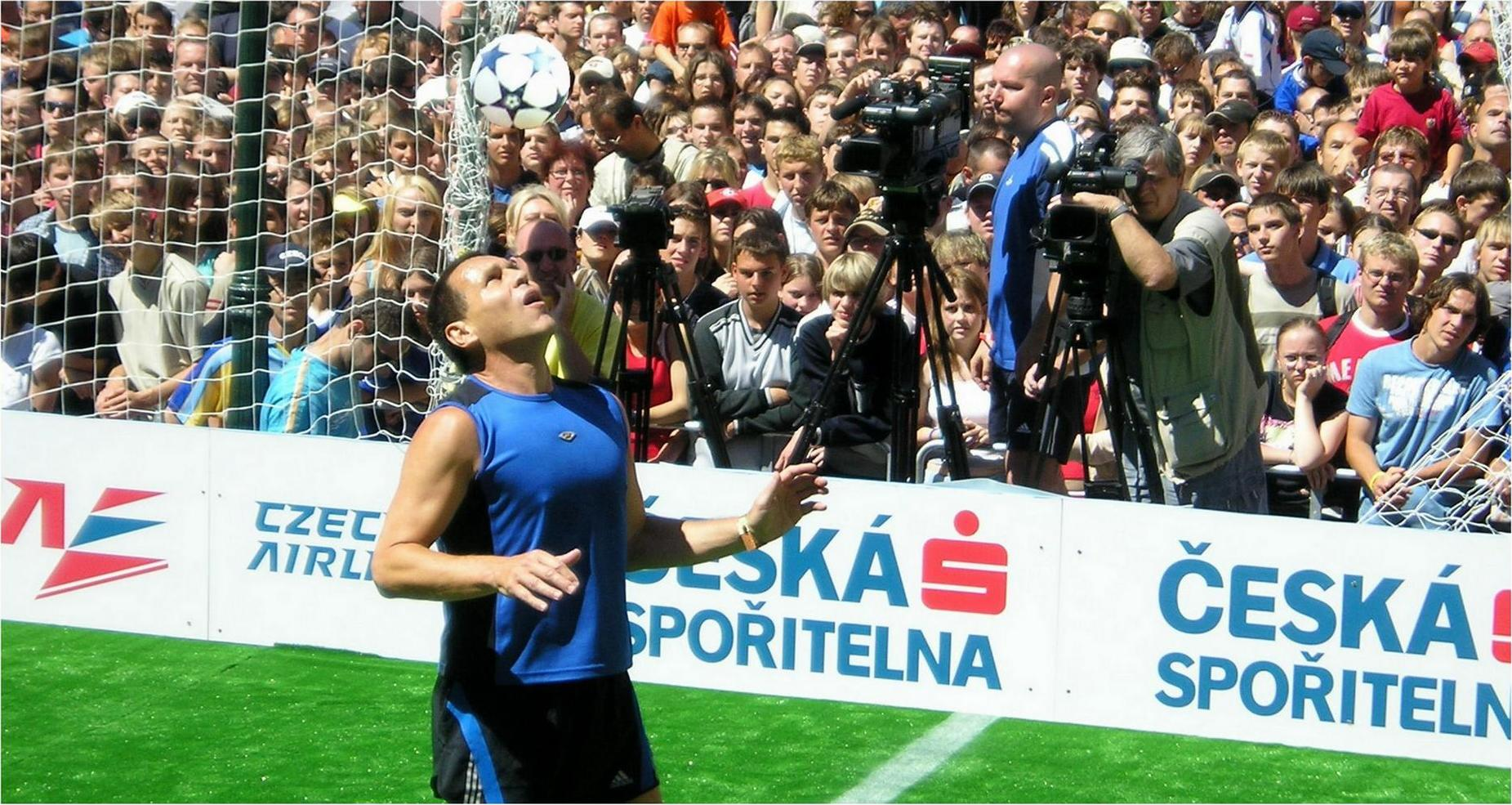
Jan Skorkovský, Praha-Náměstí Republiky (r. 2005)
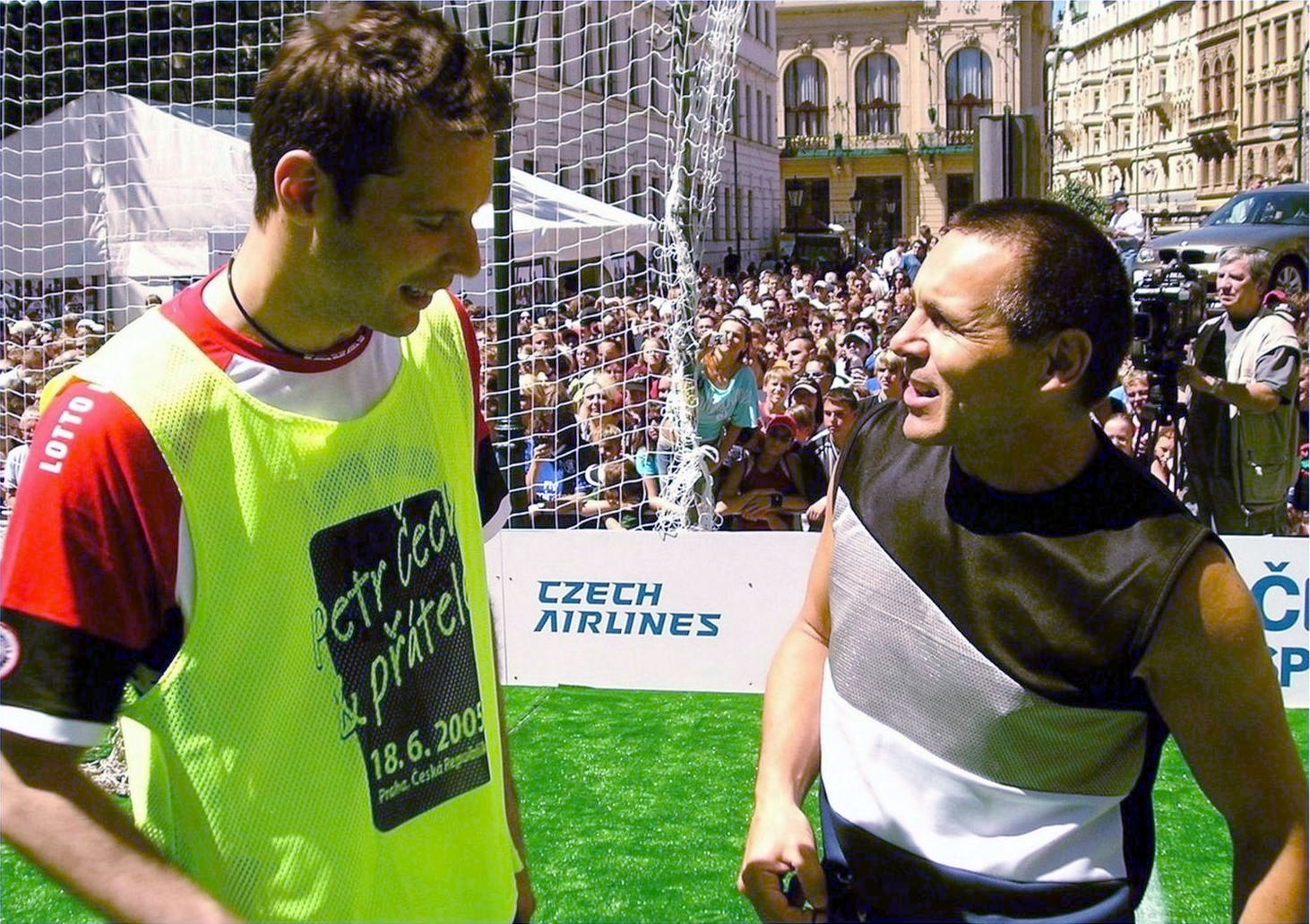
Jan Skorkovský a Petr Čech, Praha-Náměstí Republiky (r. 2005)
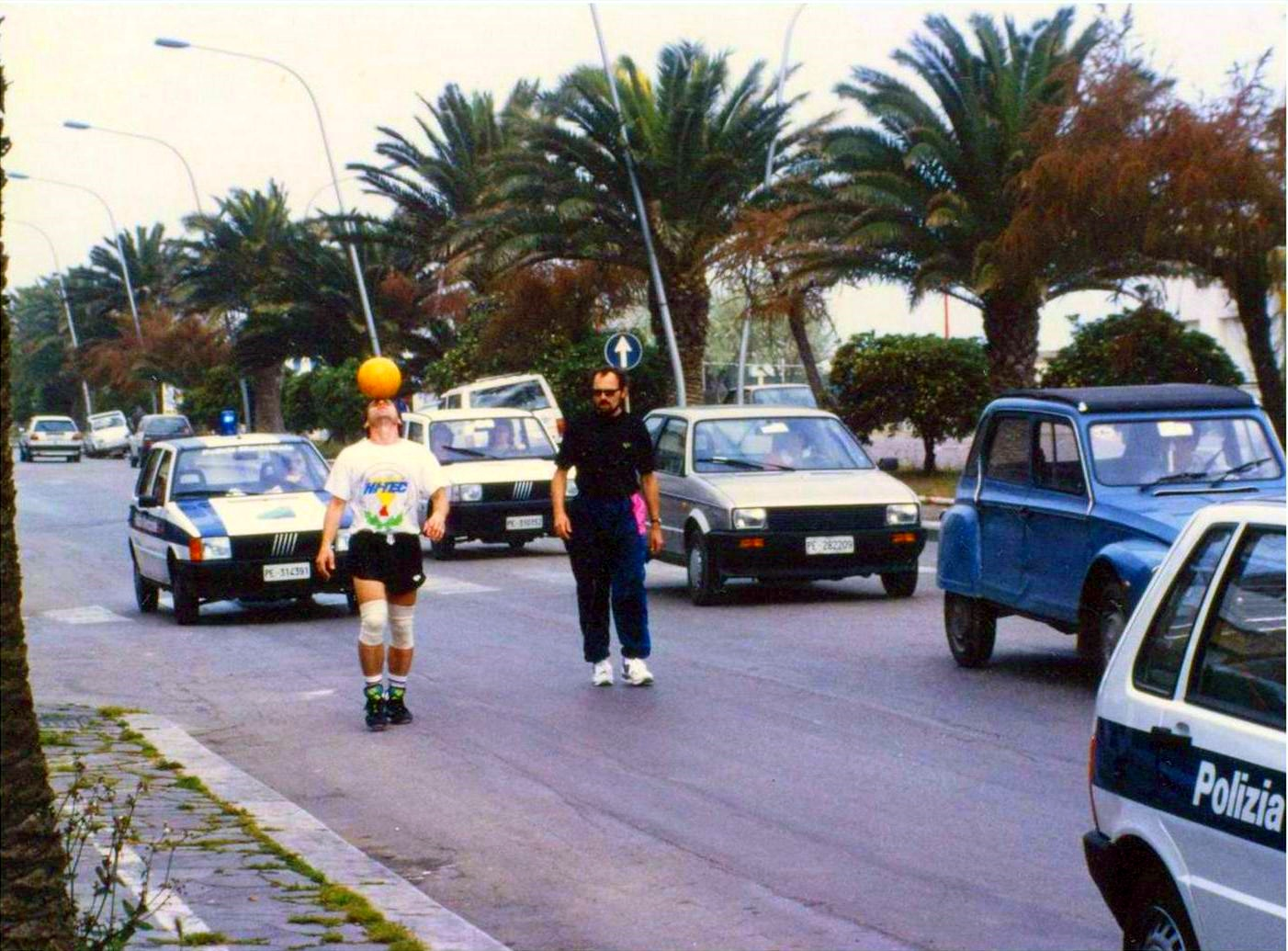
Jan Skorkovský, přechod Itálie s fotbalovým míčem (r. 1990)
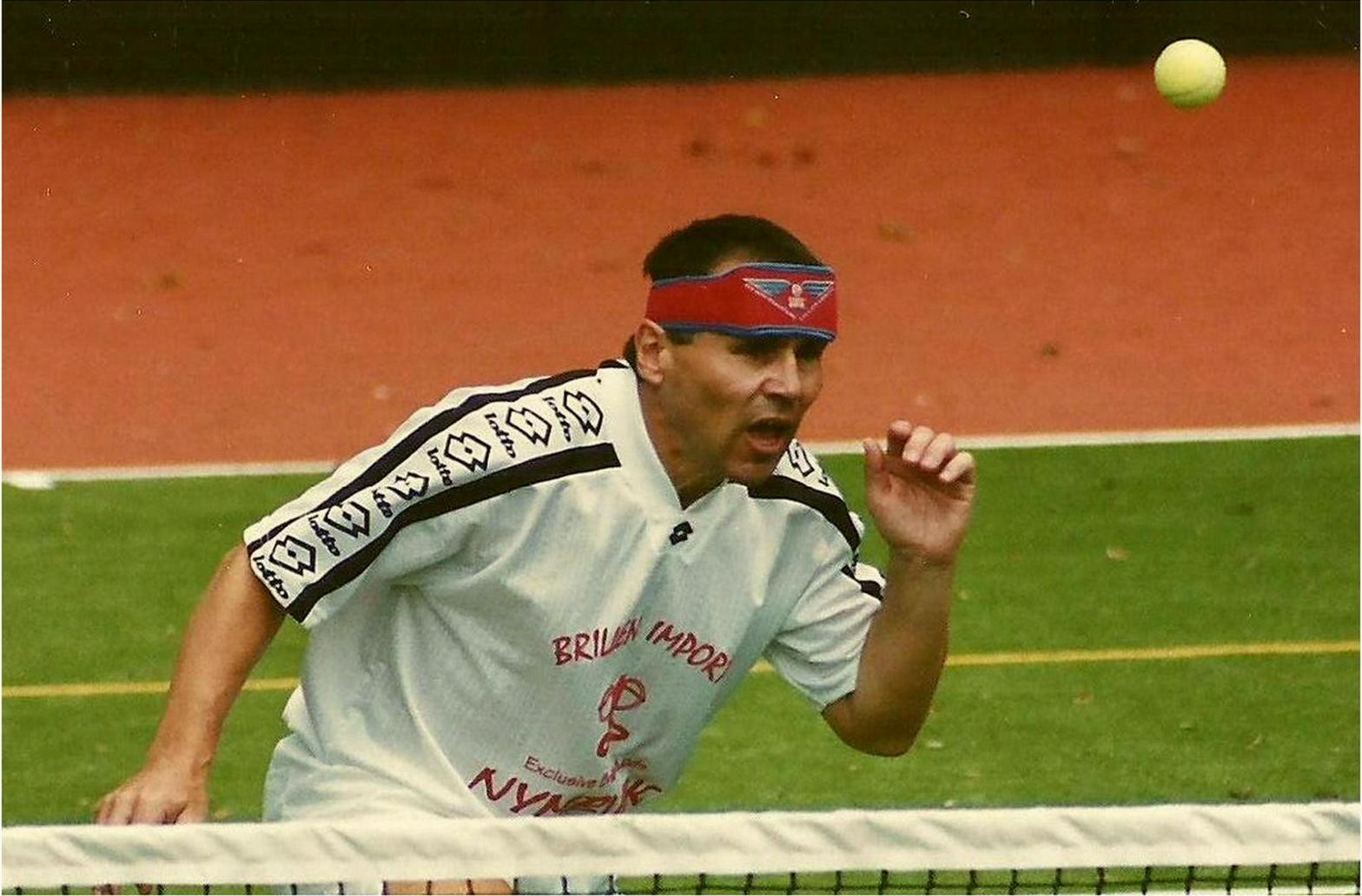
Jan Skorkovský, show-tenis bez rakety, Praha (r. 2000)
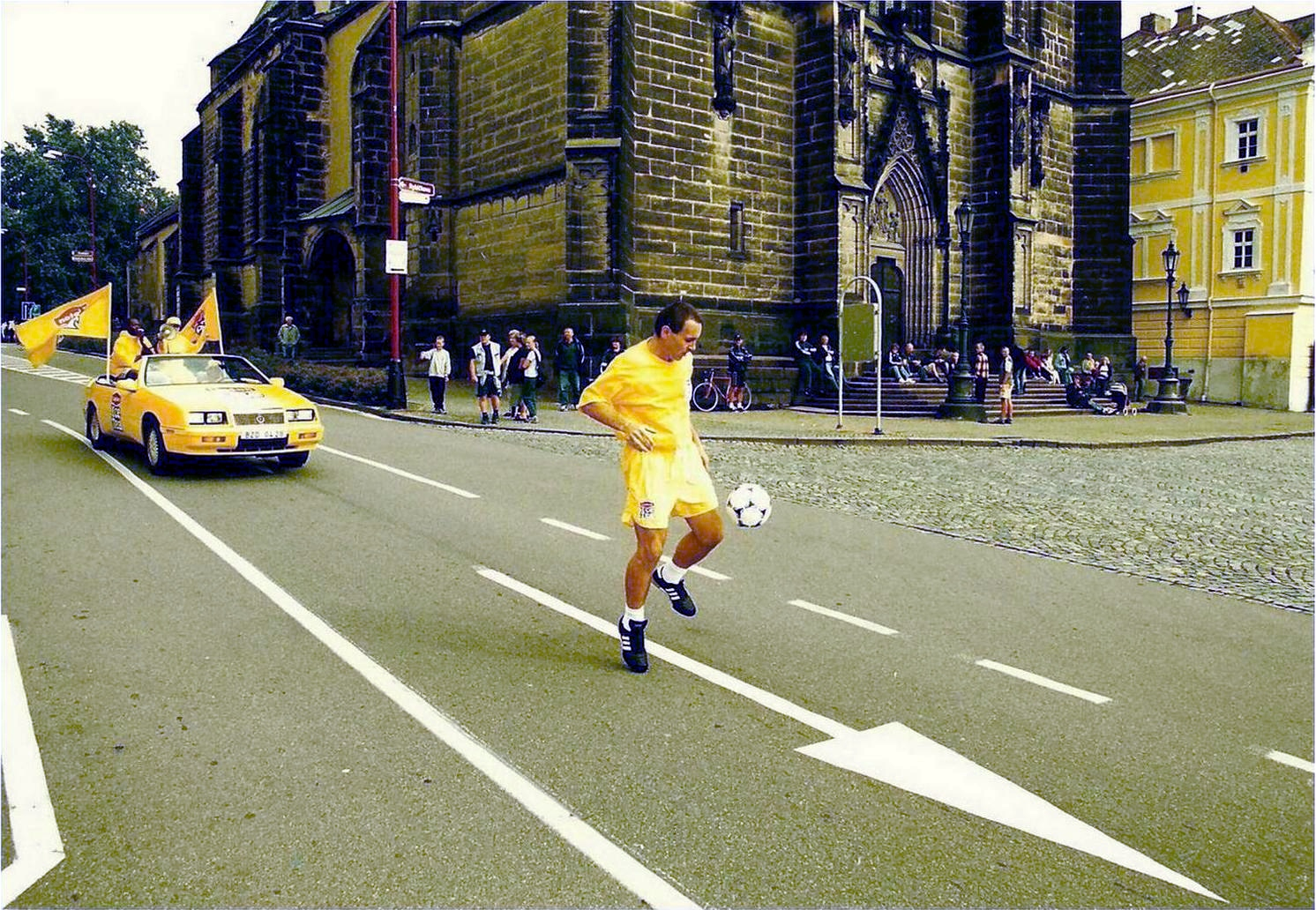
Jan Skorkovský, reklamní show s míčem (r. 2001)
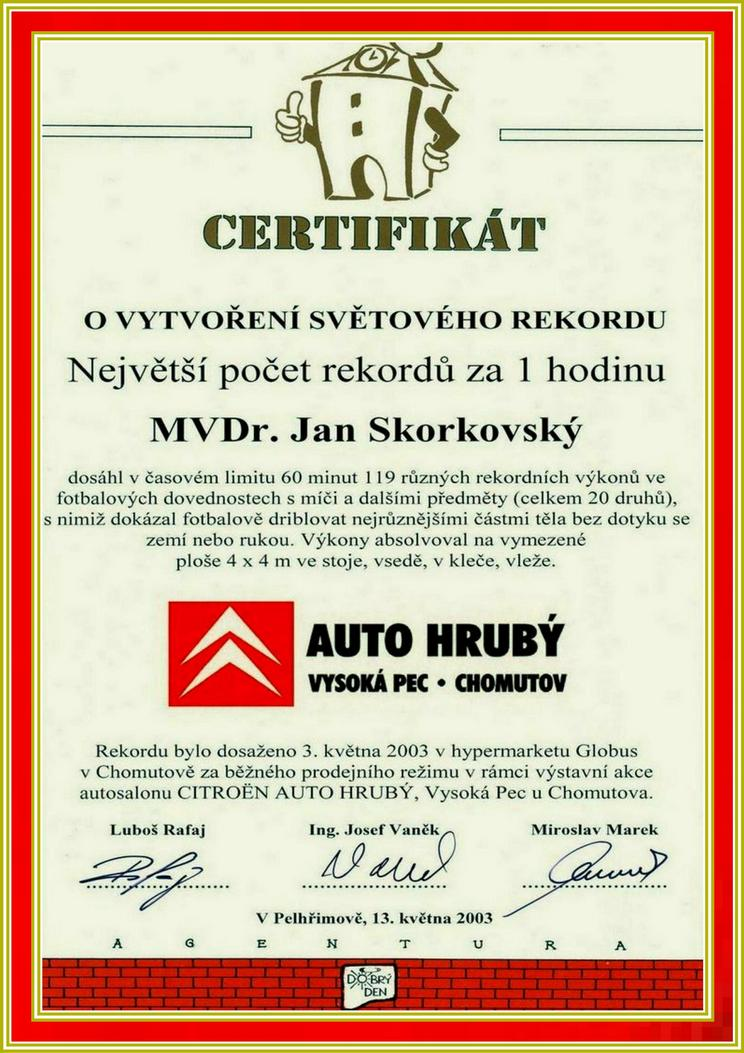
Jan Skorkovský, certifikát, 119 rekordů za hodinu, Chomutov (r. 2003)
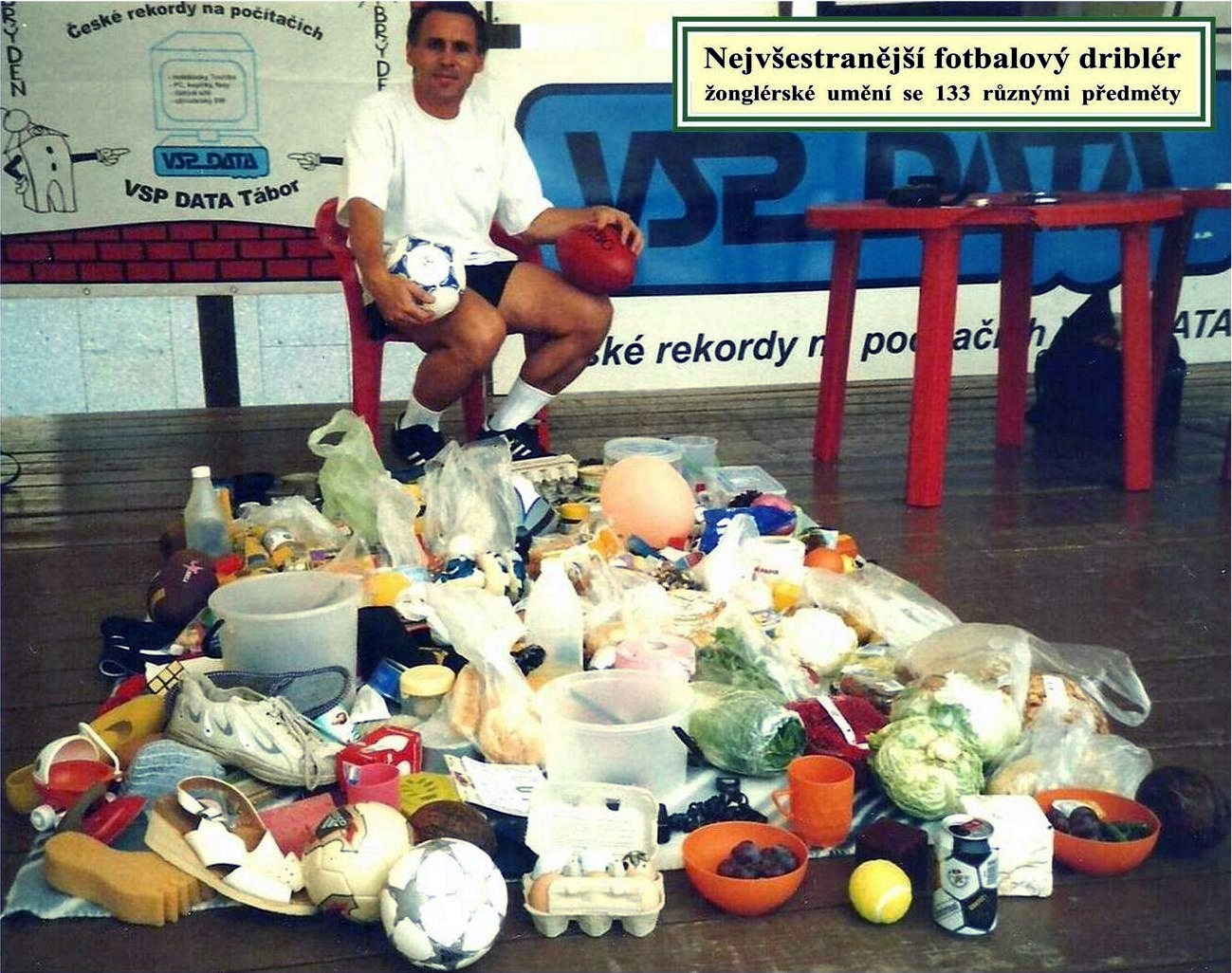
Jan Skorkovský, nejvíce předmětů zvládnutých fotbalovým žonglováním na místě i za pohybu, XIII. Mezinárodní festival rekordmanů, Pelhřimov (r. 2003)
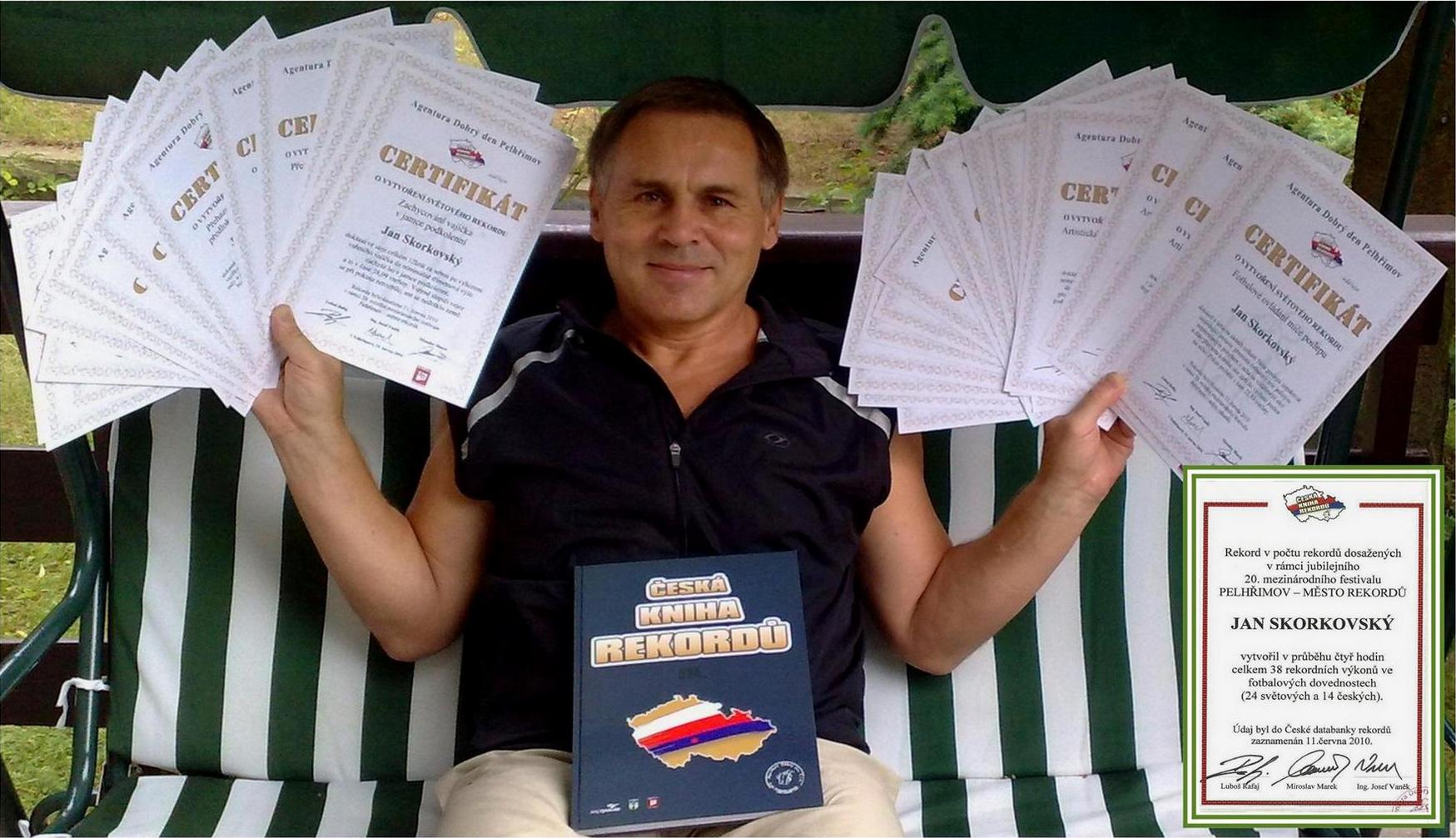
Jan Skorkovský, certifikáty na 38 rekordů z jubilejního XX. Mezinárodního festivalu rekordmanů, Pelhřimov (r. 2010)
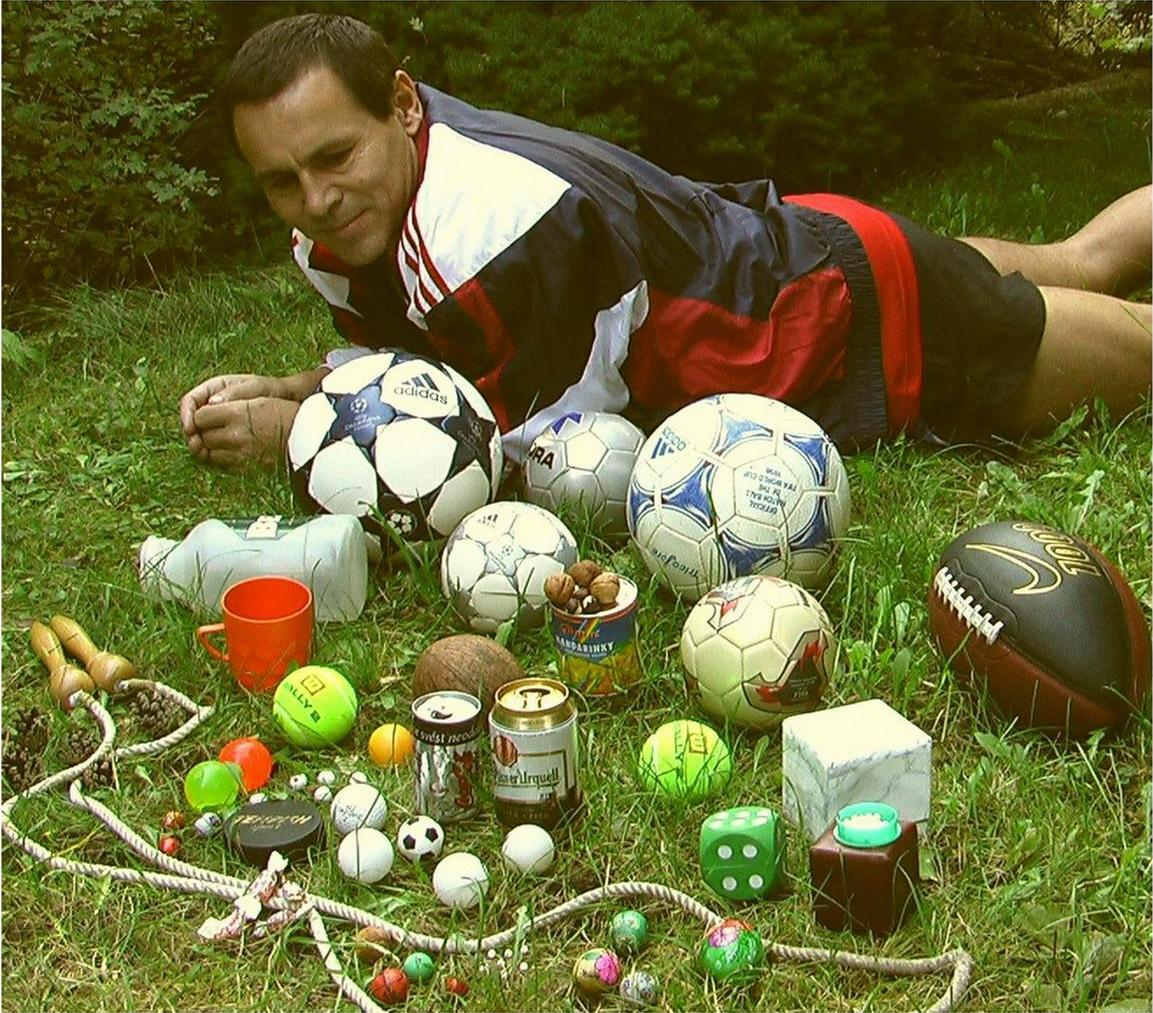
Jan Skorkovský, freestyle fotbal, hlavní rekvizity pro trénink i show, Trhovky, přehrada Orlík, (r. 2004)
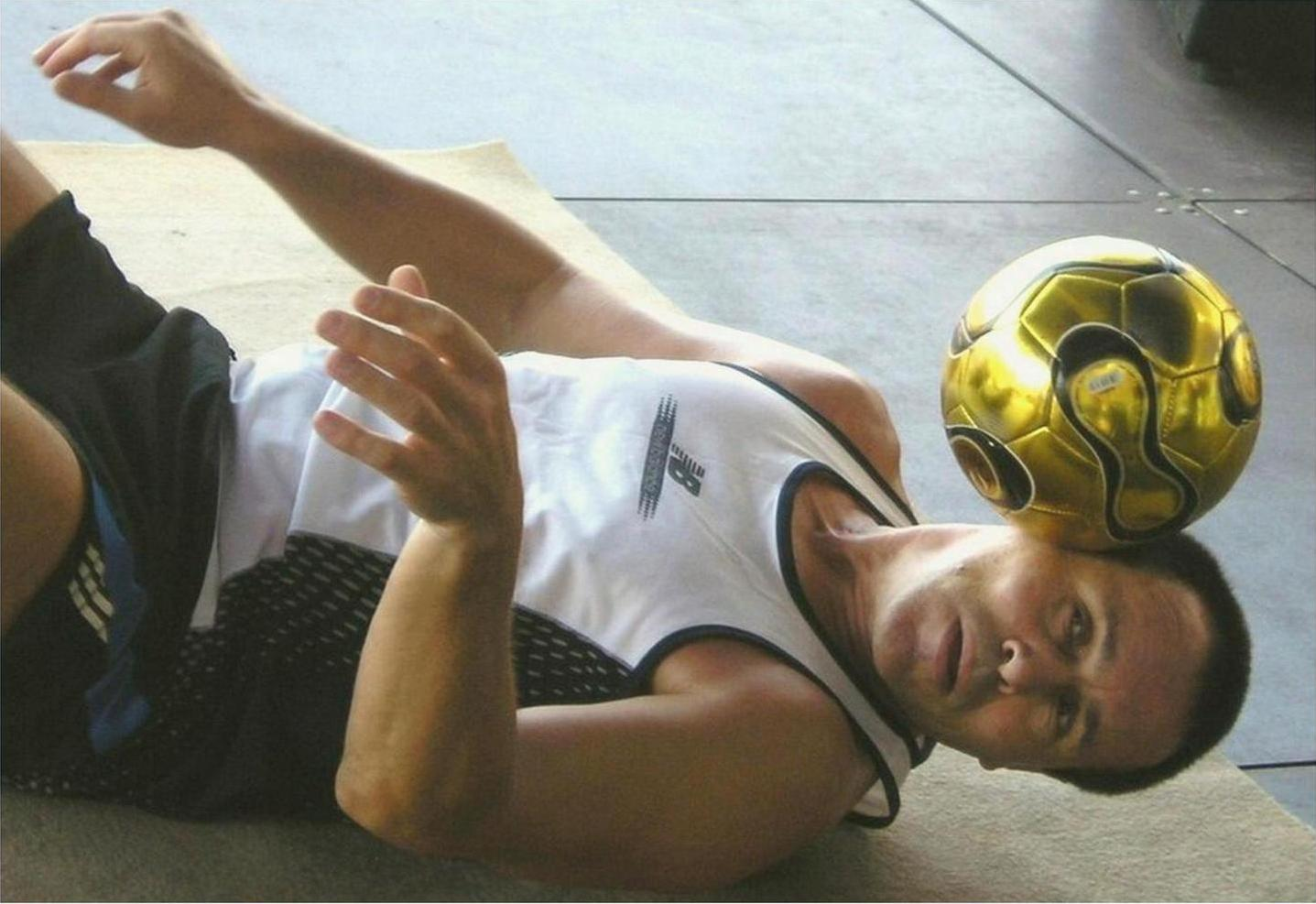
Jan Skorkovský, freestyle fotbal, hra hlavou v lehu, XVII. Mezinárodní festival rekordmanů, Pelhřimov, (r. 2007)
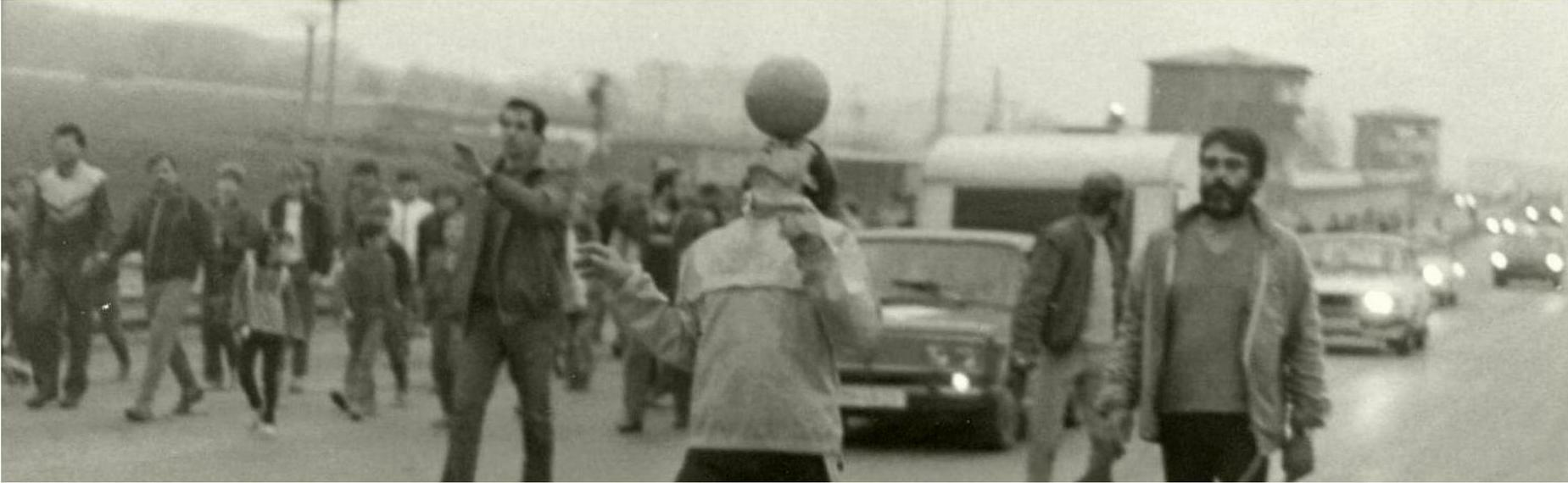
Jan Skorkovský, fotbalová kontrola míče, 44 km / 7:29:20 hod., Brno, (r. 1986)
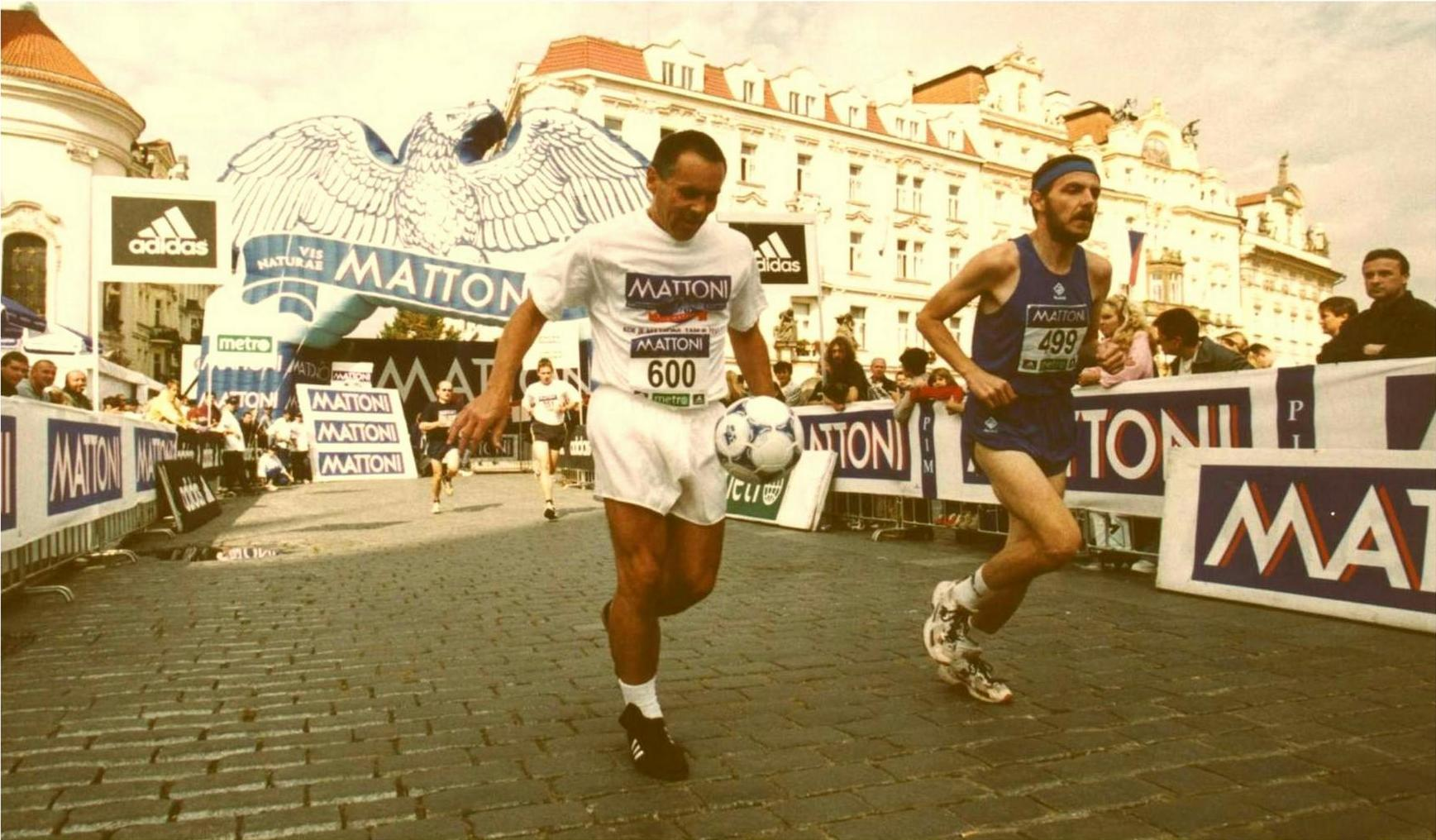
Jan Skorkovský, „fotbal v atletice", kontrola míče nonstop v běhu, bez jeho doteku se zemí, na atletické akci Mattoni Grand Prix, Praha, (r. 2002)
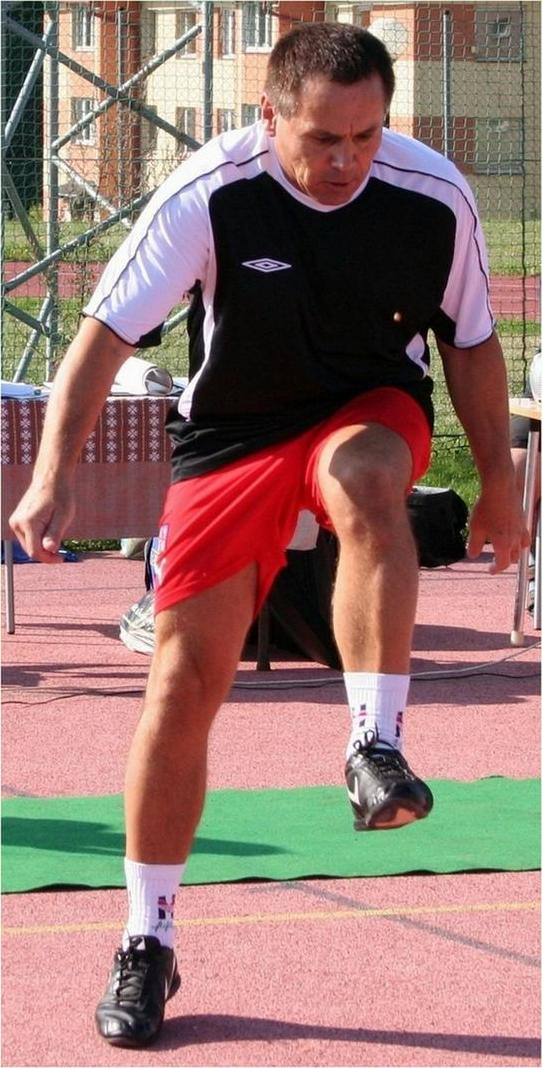
Jan Skorkovský, frestyle fotbal s peckou od třešně, Králíky, (r. 2009)
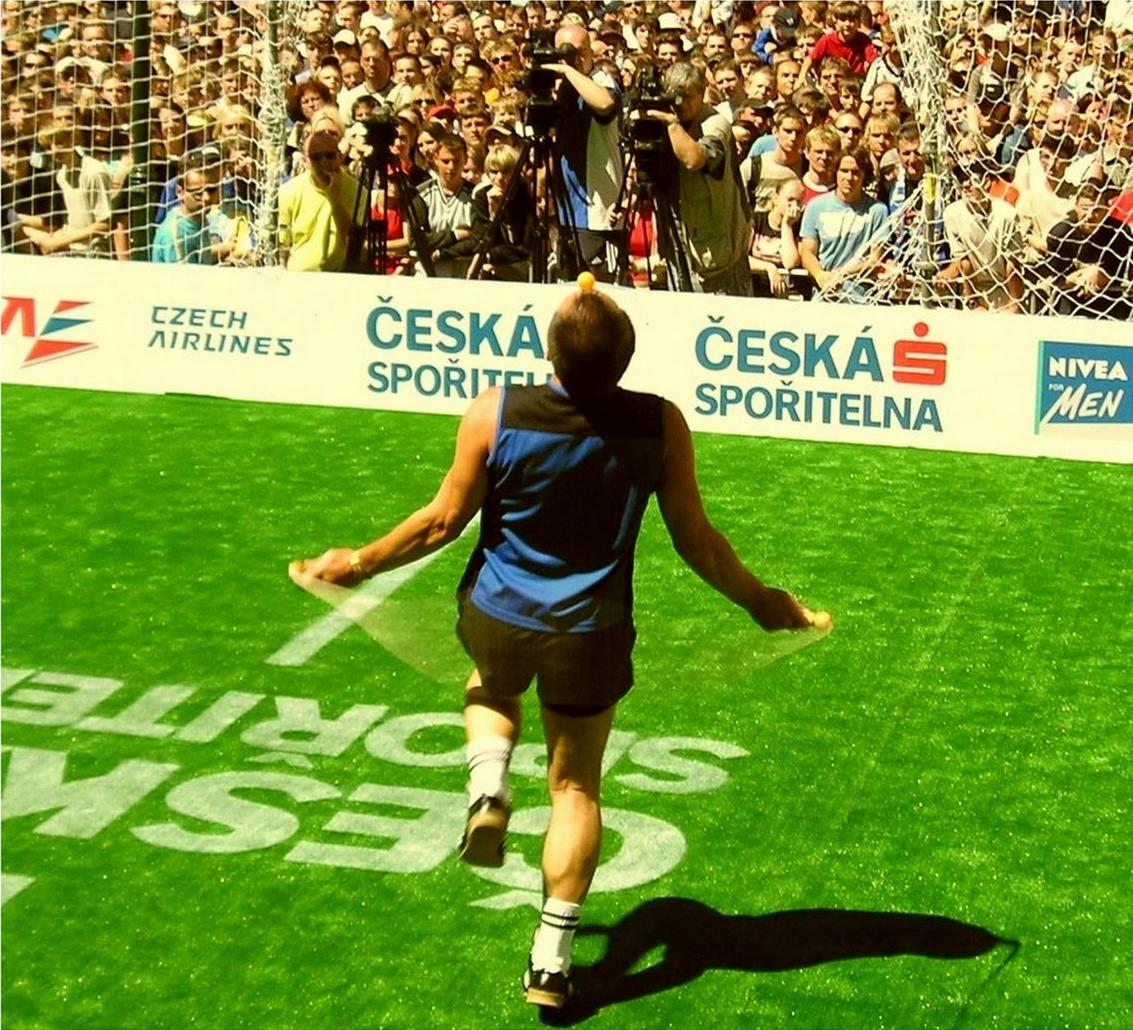
Jan Skorkovský, přeskoky švihadla na jedné noze s pingpongovým míčkem na čele, Praha – Náměstí Republiky, (r. 2005)
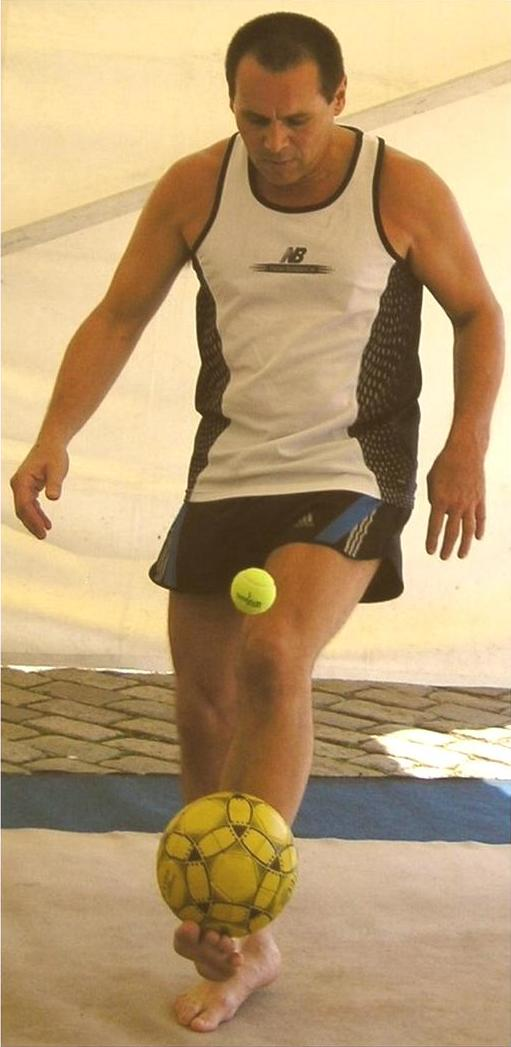
Jan Skorkovský, freestyle fotbal, v akci současně fotbalový míč a tenisák, XVII. Mezinárodní festival rekordmanů, Pelhřimov, (r. 2007)
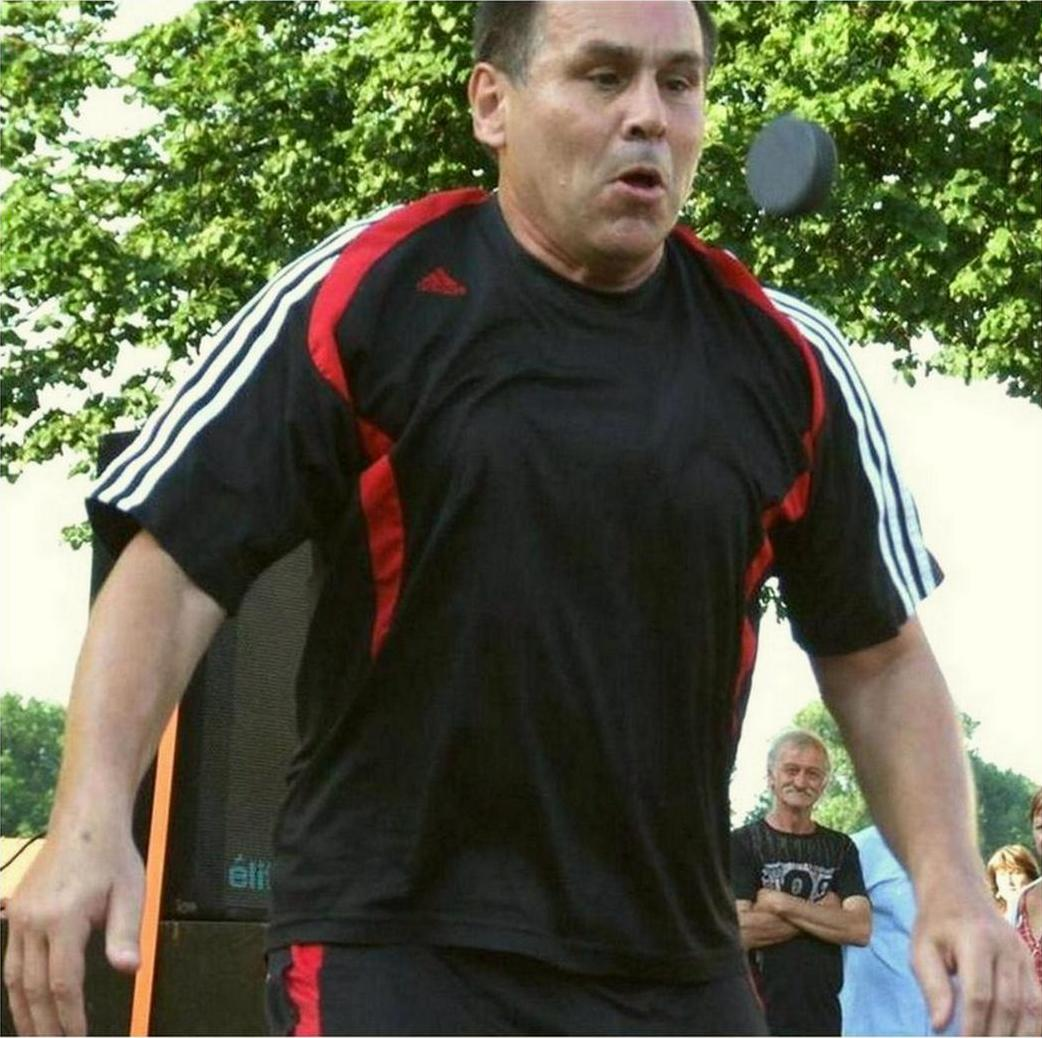
Jan Skorkovský (60 let), freestyle fotbal s hokejovým pukem, Kopidlno, (r. 2012)
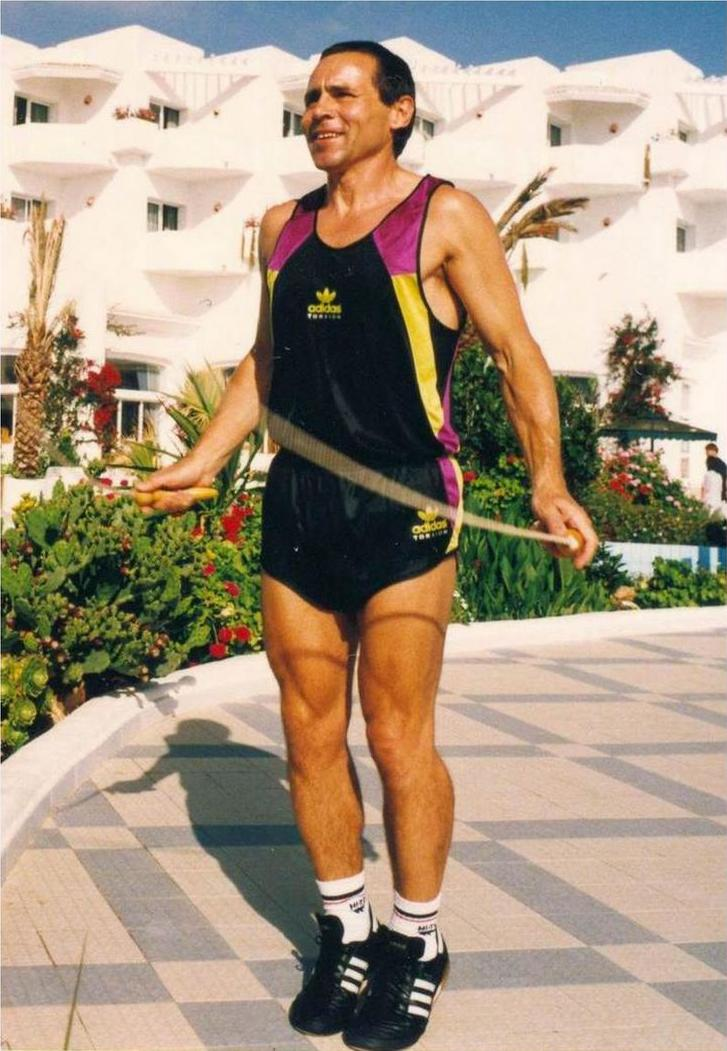
Jan Skorkovský, cvičení se švihadlem, Tunis, (r. 1997)
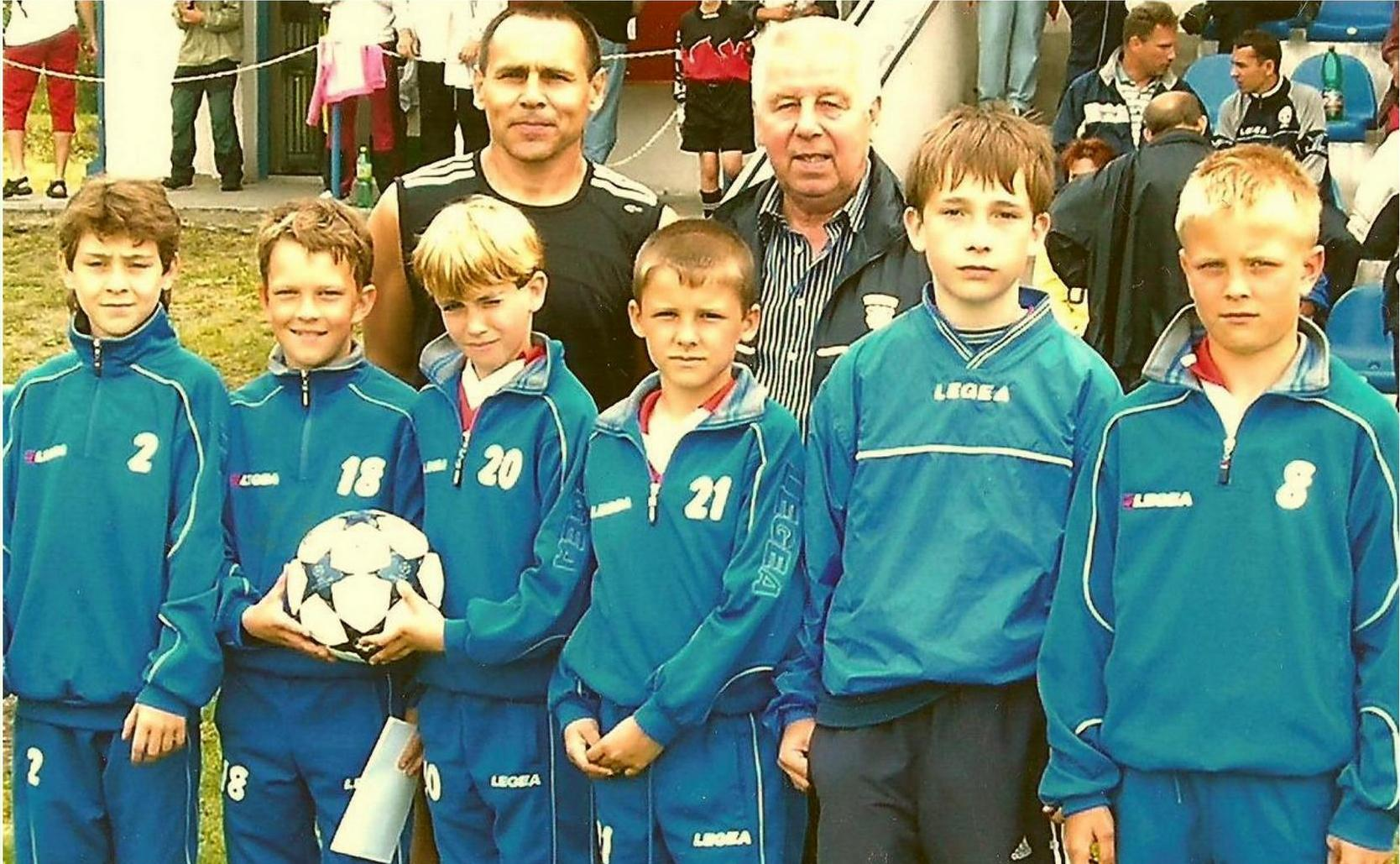
Josef Masopust a Jan Skorkovský na fotbalovém turnaji žáků, Česká Kamenice, (r. 2003)
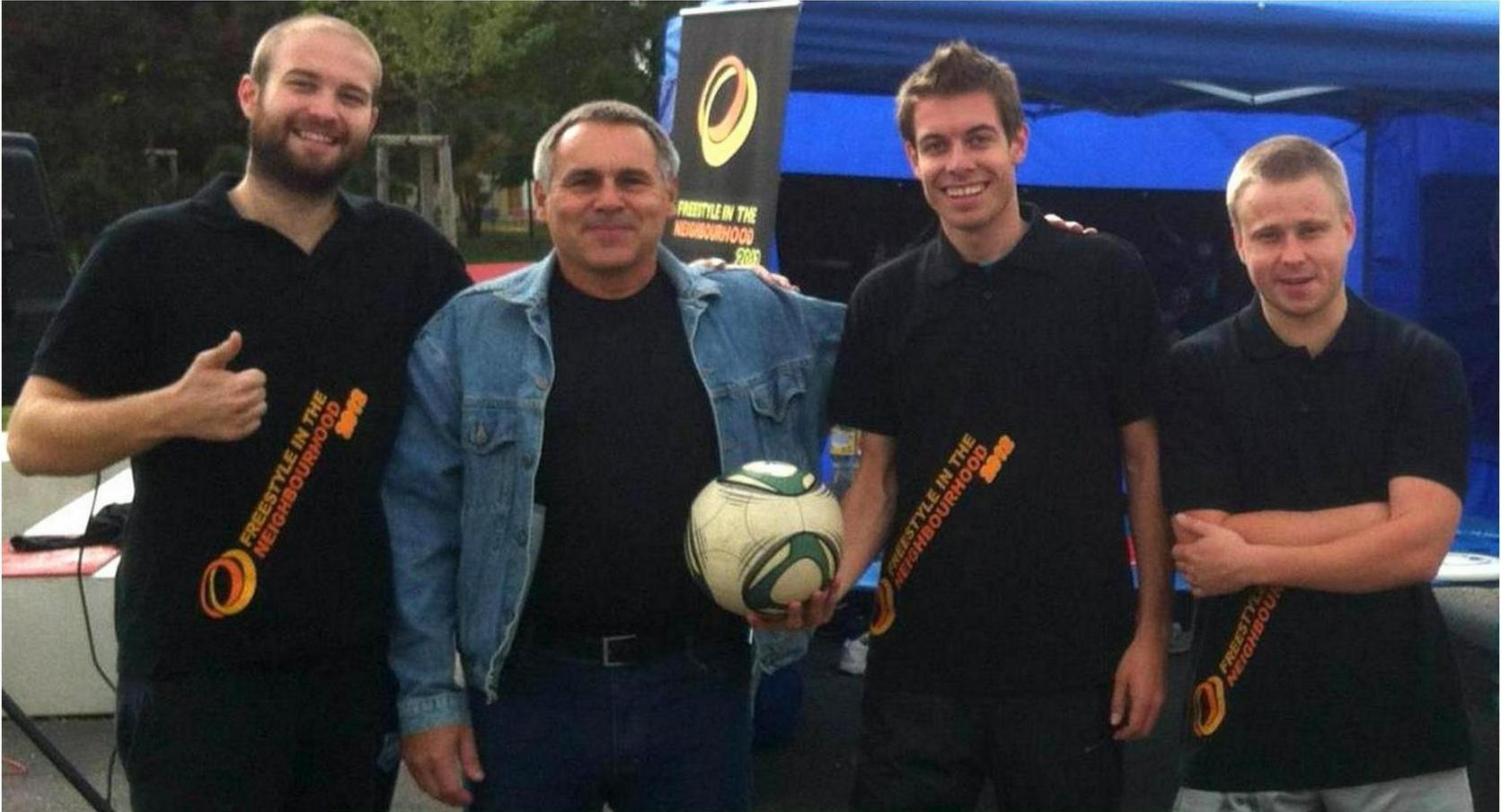
Jan Skorkovský se svými nástupci, freestyle fotbal, Praha, (r. 2012)